# Isabella Schmid (Fußballspielerin)
Isabella Schmid (* 6. März 1993 in Wangen im Allgäu) ist eine deutsche Fußballspielerin.

## Karriere

### Vereine
Ihre Karriere begann Schmid vierjährig beim SV Karsee, wechselte 2005 zum TSV Tettnang für den sie bis Sommer 2009 bei den B-Juniorinnen und (mit Sonderfreigabe des DFB) auch schon bei den Frauen in der Landesliga zum Einsatz kam. 2009 verpflichtete sie der Bundesligist SC Freiburg. Am 20. September 2009 (1. Spieltag) debütierte sie – als jüngste Spielerin im Bundesligakader des SC Freiburg – in der Bundesliga bei der 0:1-Niederlage im Heimspiel gegen den FF USV Jena. Ihre Bundesliga-Premierensaison, in der sie 17 Mal zum Einsatz kam, endete mit dem Abstieg in die 2. Bundesliga Süd. Im September 2012 kehrte sie Deutschland den Rücken und heuerte beim Women Soccer Team Seminoles der Florida State University an.

### Nationalmannschaft
Am 13. August 2007 debütierte Schmid in der U-15-Nationalmannschaft, die in Holzwickede die Auswahl Dänemarks mit 3:0 besiegte. Vier Tage später erzielte sie in Hamm, beim 9:0-Sieg über die Auswahl Russlands, mit dem Führungstreffer zum 1:0 in der 17. Minute, auch ihr erstes Länderspieltor.
Am 30. Oktober 2007 spielte sie erstmals in der U-16-Nationalmannschaft die in Wiesloch mit 7:0 über die Auswahl Frankreichs gewann.
Am 4. September 2009 gab sie ihr Debüt in der U-17-Nationalmannschaft beim 0:0-Unentschieden gegen die Auswahl Islands. Zwei Tage später erzielte sie beim 10:0-Sieg über die Auswahl Israels mit dem Treffer zum zwischenzeitlichen 2:0 auch ihr erstes Tor in dieser Auswahlmannschaft.
Am 31. März 2011 debütierte sie in der U-19-Nationalmannschaft, die in Llanelli/Wales ein 1:1-Unentschieden gegen den Gastgeber erzielte. Vom 30. Mai bis 11. Juni 2011 nahm sie mit der Mannschaft an der U-19-Europameisterschaft in Italien teil, erzielte ihre ersten drei Tore für diese Auswahlmannschaft gegen die Auswahl Norwegens (am 30. Mai; beim 3:1-Sieg (1 Tor) im ersten Gruppenspiel und am 11. Juni; beim 8:1-Sieg (2 Tore) im Finale). Schmidt gehörte 2012 zum erweiterten Kader der deutschen Nationalmannschaft für die U-20-Fußball-Weltmeisterschaft der Frauen 2012 in Japan.

## Privates
Im Sommer 2012 begann sie ihr Psychologiestudium an der Florida State University in Tallahassee, Florida.

## Erfolge
- U-19-Europameisterin 2011
- Dritte der U-17-Europameisterschaft 2010
- Meister der 2. Bundesliga Süd 2011